# Datación uranio-torio

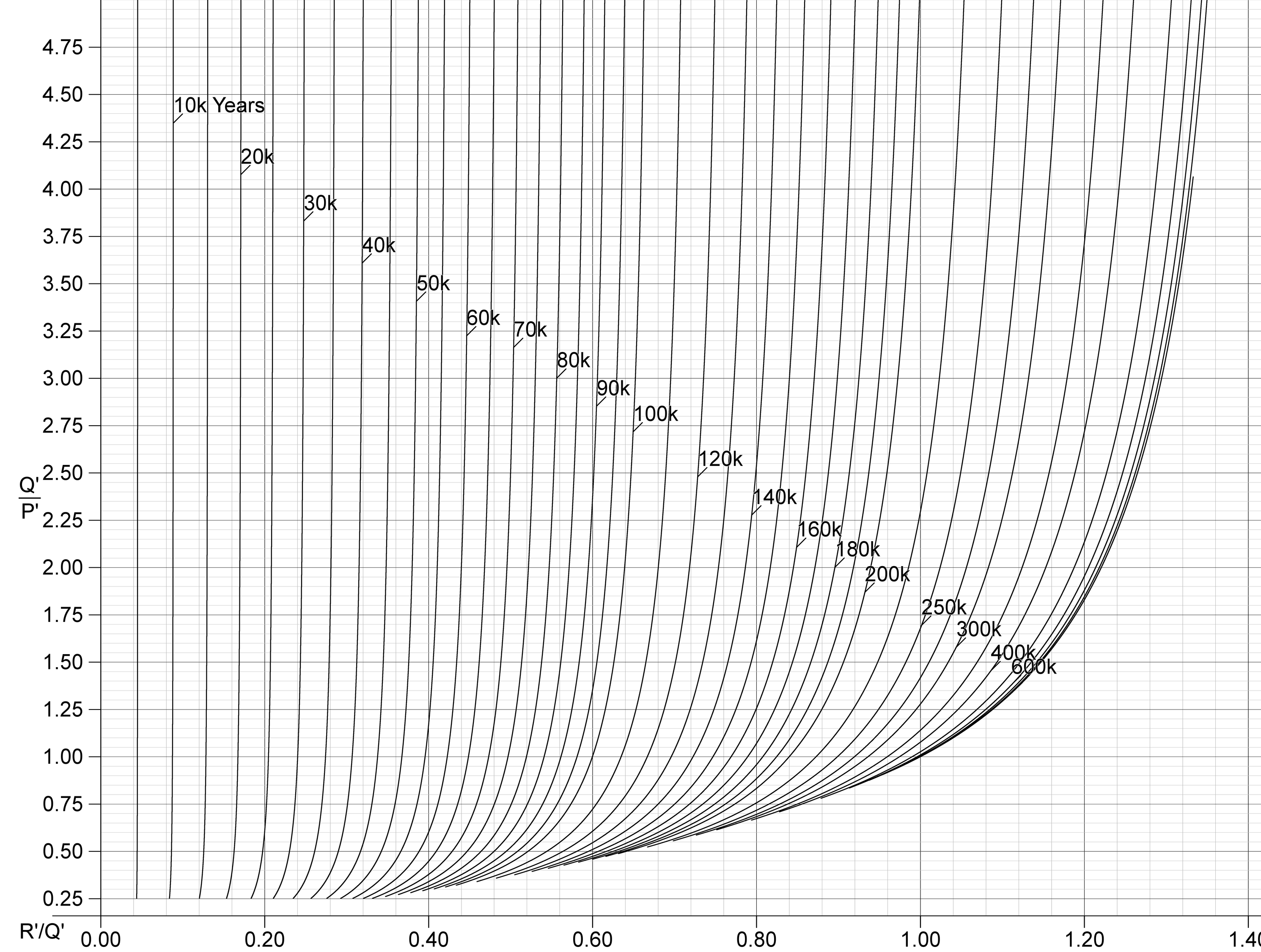
Relaciones de actividad del uranio y del torio en el tiempo. Q'/P' = ^{234}U/^{238}U, R'/Q' = ^{230}Th/^{234}U.

La datación uranio-torio, también llamada datación torio 230, datación por desequilibrio de series de uranio o datación por series de uranio, es una técnica de datación radiométrica comúnmente utilizada para descubrir la edad de materiales formados por carbonato de calcio, tales como espeleotemas o corales. A diferencia de otras técnicas de datación radiométricas de uso común que fechan la acumulación de un miembro final estable producto de la desintegración —como las de rubidio-estroncio o uranio-plomo—, la técnica del uranio-torio no lo hace y en su lugar, calcula una edad desde el grado en que el equilibrio secular ha sido restaurado entre el isótopo radiactivo 230Th y su «padre» 234U dentro de una muestra.
El torio no es soluble en las aguas naturales en las condiciones que se encuentran en, o cerca, de la superficie de la tierra, por lo que los materiales formados en, o desde, estas aguas no suelen contener torio ya que se precipita selectivamente en los sedimentos del fondo del océano, a partir de los cuales se miden sus proporciones. En contraste, el uranio es soluble en alguna medida en todas las aguas naturales, por lo que cualquier material que precipita o se forma a partir de tales aguas también contiene trazas de uranio, típicamente a niveles de entre unas pocas partes por mil millones y de unas pocas partes por millón, en peso. Conforme pasa el tiempo después de la formación del material, el 234U presente en la muestra, con una vida media de 245 000 años, decae a 230Th. El torio-230 es en sí radiactivo, con una vida media de 75 000 años, por lo que no se acumulan de forma indefinida (como por ejemplo es el caso del uranio-plomo del sistema), el 230Th en vez de ello se acerca al equilibrio secular con su padre radioactivo de 234U. En equilibrio secular, la cantidad de 230Th que se desintegra por año dentro de una muestra es igual a la cantidad de torio-230 producido, que también es igual a la cantidad de 234U que se desintegra por año en la misma muestra.
Las dataciones en base al uranio-torio tienen un límite de edad superior de algo más de 500 000 años, que se establece por la vida media del 230Th, por la precisión con la que se puede medir la relación 230Th/234U en una muestra y por la exactitud con la que se sabe la vida media del 230Th y del 234U. También hay que tener en cuenta que para calcular una edad con esta técnica la proporción de 234U y su isótopo «padre», el 238U, debe ser medida.
Una técnica de datación de un rango relativamente corto se basa en la descomposición del 234U en 230Th, una sustancia con una vida media de aproximadamente 80 000 años. Se acompaña de un proceso hermano, en el cual el 235Th se desintegra en protactinio 231, que tiene una vida media de 32 760 años y que también es insoluble en agua.

## Historia
En 1908, John Joly, profesor de geología del Trinity College de Dublín, halló un mayor contenido de radio en sedimentos profundos que en los de la plataforma continental, y sospechó que los sedimentos detríticos extraían radio del agua marina. Piggot y Urry descubrieron en 1942 que el exceso de radio se correspondía con un exceso de torio (230Th, precursor directo del radio). Pasaron otros 20 años hasta que la técnica se aplicó a los carbonatos terrestres (espeleotemas y travertinos). A finales de la década de 1980, el método se perfeccionó mediante espectrometría de masas, con importantes contribuciones de Larry Edwards. Tras la traducción al inglés del libro fundamental de Viktor Viktorovich Cherdyntsev sobre el uranio-234, la datación U-Th atrajo la atención de la investigación de la geología occidental.